# El Franc
El Franc és una masia situada al municipi de Sant Feliu de Pallerols, a la comarca catalana de la Garrotxa.